# San Bartolomé en la Isla (título cardenalicio)
San Bartolomé en la Isla es un título cardenalicio de la Iglesia Católica. Fue instituido por el papa León X el 6 de julio de 1517 ya que en el consistorio del 1 de julio aumentó significativamente el número de cardenales. La basílica en la que radica el título se encuentra en la isla Tiberina, por lo que también se conoce como San Bartolomé entre dos puentes. Esta basílica estaba dedicada a san Adalberto hasta la llegada de las reliquias de san Bartolomé el Apóstol.

## Titulares
- Egidio de Viterbo (o Ægidius), O.E.S.A. (6 de julio de 1517 - 10 de julio de 1517)
- Domenico Giacobazzi (o Giacobacci, o Jacobatii) (10 de julio de 1517 - 20 de agosto de 1519)
- Jean Le Veneur (10 de noviembre de 1533 - 8 de agosto de 1543)
- Jacques d'Annebault (16 de noviembre 1547 - 22 de marzo 1548)
- Bartolomé de la Cueva y Toledo (4 de diciembre 1551 - 29 de mayo 1555)
- Fulvio Giulio della Corgna, S.O.S.J.J. (29 de mayo 1555 - 18 de mayo de 1562)
- Antoine Perrenot de Granvelle (6 de julio de 1562 - 14 de mayo de 1568)
- Diego Espinosa Arévalo (14 de mayo de 1568 - 20 de agosto de 1568)
- Giulio Antonio Santorio (9 de junio de 1570 - 20 de febrero de 1595)
- Francesco Maria Tarugi, C.O. (2 de diciembre 1596 - 17 de junio 1602)
- Filippo Spinelli (2 de  agosto 1604 - 25 de mayo 1616)
- Michelangelo Tonti (10 de diciembre 1608 - 13 de octubre 1621)
- Gabriel Trejo Paniagua (29 de noviembre 1621 - 2 de febrero 1630)
- Agustín de Spínola Basadone (24 de marzo 1631 - 12 de febrero 1649)
- Ottavio Acquaviva d'Aragona, Jr. (23 de marzo 1654 - 18 de marzo 1658)
- Francesco Nerli el Viejo (19 de mayo de 1670 - 6 de noviembre de 1670)
- Juan Everardo Nithard (o Nidhardus, o Neidarth, o Neidhardt, o Nidhard, o Neithardt, o Neidthardt), S.J. (8 de agosto 1672 - 25 de septiembre 1679)
- Giovanni Giacomo Cavallerini (21 de mayo 1696 - 18 de febrero 1699)
- Niccolò Radulovich (3 de febrero 1700 - 27 de octubre 1702)
- Francesco Acquaviva d'Aragona (8 de junio 1707 - 28 de enero 1709)
- Juan Álvaro Cienfuegos Villazón, S.J. (6 de julio 1721 - 19 de agosto 1739)
- József Batthyány (19 de abril 1782 - 22 de octubre 1799)
- Pietro Francesco Galleffi (26 de septiembre 1803 - 29 de mayo 1820)
- Bonaventura Gazola, O.F.M. (24 de mayo 1824 - 29 de enero 1832)
- Engelbert Sterckx (17 de septiembre 1838 - 4 de diciembre 1867)
- János Simor (15 de junio 1874 - 23 de enero 1891)
- Mario Mocenni (19 de enero 1893 - 18 de mayo 1894)
- Egidio Mauri, O.P. (21 de mayo de 1894 - 2 de diciembre de 1895)
- Johann Evangelist Haller (25 de junio 1896 - 5 de mayo 1900)
- Bartolomeo Bacilieri (18 de abril 1901 - 14 de febrero 1923)
- Enrico Gasparri (17 de diciembre 1925 - 16 de octubre 1933)
- Carlo Salotti (19 de diciembre 1935 - 11 de diciembre 1939)
- Gregorio Pedro XV Agagianian (18 de febrero de 1946-22 de octubre de 1970)
- Aníbal Muñoz Duque (5 de marzo de 1973-15 de enero de 1987)
- Mario Revollo Bravo (28 de junio de 1988-3 de noviembre de 1995)
- Francis Eugene George, O.M.I. (21 de febrero de 1998-17 de abril de 2015)
- Blase Joseph Cupich, desde el 19 de noviembre de 2016